# Det gamle kejserlige sommerpalads
Det gamle kejserlige sommerpalads (kinesisk:圆明园 / 圓明園 pinyin:Yuanming Yuan) var et kompleks af paladser og haver, der fyldte 3,5 km², hvilket er næsten 5 gange så stort som Den Forbudte By. Det lå 8 km nordvest for Beijing. Det blev bygget i det 18. århundrede og starten af det 19. århundrede. Qing-dynastiets kejsere boede og styrede Kina fra det gamle kejserlige sommerpalads. Den Forbudte By i Beijing blev kun brugt til formelle ceremonier.
Det blev fuldstændigt ødelagt af engelske og franske tropper i 1860 ved afslutningen af 2. opiumskrig.

## Overblik
Paladset var delt op i 3 områder, der hver havde hundredvis af haller, pavilloner, templer, gallerier, søer osv. Man havde genskabt flere berømte steder i det sydlige Kina.
Der var også efterligninger af europæiske bygninger lavet i sten. Man havde også lavet nogle tibetanske og mongolske bygninger, da Tibet og Mongoliet var en del af riget. Dog var 95% af bygningerne i kinesisk stil.
Man kan i dag se ruinerne af de europæiske stenbygninger på stedet. En enkelt bygning er genopført nemlig en pavillon med labyrint.
40°00′26″N 116°17′33″Ø / 40.00722°N 116.29250°Ø